# Charles Howard Hinton

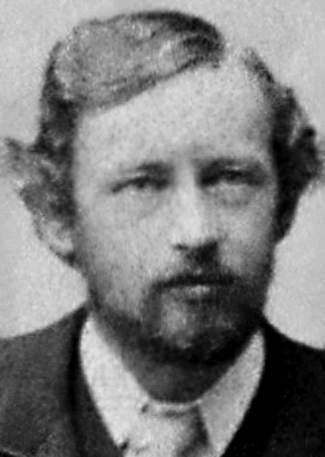
Charles Howard Hinton

Charles Howard Hinton (* 1853; † 30. April 1907 in Washington, D.C.) war ein britischer Mathematiker, Autor früher Science Fiction und Exzentriker. Er hat das Wort Tesserakt geprägt, ist aber besser bekannt für seine Arbeit an Methoden zur Visualisierung der Geometrie von höheren Dimensionen. Er war ebenfalls stark an Theosophie interessiert. Als Autor ist sein Einfluss auf H. G. Wells und dessen Roman Die Zeitmaschine deutlich zu erkennen.
In dem Artikel What is the fourth dimension? (Was ist die vierte Dimension?, 1880), bezeichnet Hinton die Zeit als vierte Dimension. Diese Idee wurde von Albert Einstein in seiner Relativitätstheorie aufgegriffen. Später stellte Hinton ein Gedankenexperiment vor, das dem Menschen ermöglichen sollte den vierdimensionalen Raum (Hyperraum) zu sehen. Er stellte sich einen großen Würfel vor, zusammengesetzt aus 36 × 36 × 36 (insgesamt 46656) jeweils ein Inch großen, kleineren Würfeln, und gab jedem der kleineren Würfel einen lateinischen Namen. Gerüchte besagen, dass Nachahmer dieses Gedankenexperiments verrückt geworden seien. Seine Thesen verpackte Hinton in seinen Scientific Romances (Wissenschaftliche Erzählungen, 1888) aber:

„Hinton ist kein Erzähler, er ist ein einsamer Vernünftler, der sich instinktiv in einer Welt von Spekulationen verschanzt, die ihn, den Schöpfer und Quell, nie im Stich läßt.“

Während seines Studiums in Oxford lehrte Hinton gleichzeitig am Cheltenham Ladies College. 1877 erhielt er den Bachelor. Von 1880 bis 1886 unterrichtete er an der Uppingham School in Rutland. Seinen Master of Arts erhielt er 1886 in Oxford.
In England wurde Hinton der Bigamie überführt. Er war sowohl mit Mary Ellen (der Tochter von Mary Everest Boole und George Boole, dem Begründer der modernen mathematischen Logik), als auch mit Maud Wheldon verheiratet. Er verbüßte einen Tag seiner Strafe und ging 1886 zuerst nach Japan und von dort 1893 als Dozent für Mathematik an die Princeton University.
1897 baute er für das Baseball-Team der Universität eine mit Schießpulver betriebene Baseballwurfmaschine. Als er von Princeton an die University of Minnesota wechselte, nahm er die Maschine mit. Er blieb bis 1900 in Minnesota und ging von dort an das United States Naval Observatory in Washington D.C.
Am Ende seines Lebens arbeitete er als Patentprüfer in Washington D.C.
Hinton starb am 30. April 1907 unerwartet an einer Gehirnblutung.

## Auf Deutsch veröffentlicht
- Wissenschaftliche Erzählungen Edition Weitbrecht, Stuttgart 1983, ISBN 978-3-522-71100-5
- Wissenschaftliche Erzählungen in der Büchergilde Gutenberg, 2007, ISBN 978-3-7632-5810-9